# Bard-lès-Époisses
 Bard-lès-Époisses  es una población y comuna francesa, en la región de Borgoña, departamento de Côte-d'Or, en el distrito de Montbard y cantón de Semur-en-Auxois.

## Demografía
| 91 | 95 | 90 | 72 | 66 | 67 |
| Para los censos de 1962 a 1999 la población legal corresponde a la población sin duplicidades (Fuente: INSEE [Consultar]) |    |    |    |    |    |